# Teodoro Schmidt
Teodoro Schmidt – miasto w Chile, w regionie Araukania, w prowincji Cautín.